# Béton hautes performances
Un béton hautes performances (BHP) (ou béton à hautes performances) est un béton caractérisé par une très forte résistance à la compression, puisque celle-ci est supérieure à 50 MPa à 28 jours, et des propriétés exceptionnelles à l’état frais (notamment en termes de viscosité), à court ou à long terme.
Le béton hautes performances est apparu à la fin des années 1980.

## Histoire
Les lois du béton liant la résistance à la composition sont énoncées dès la fin du XIXe siècle avec en particulier l’ingénieur français Féret, mais ne sont pas exploitées immédiatement. Jusqu’à la fin des années 1940, la formulation du béton était d’une grande simplicité : 800 litres de gravillons, 400 litres de sable, de 4 à 8 sacs de ciment et de l’eau en abondance, cette recette ne devait pas correspondre toujours exactement à un mètre cube, mais elle faisait prise et durcissait. Avec des coefficients de sécurité à la rupture de l’ordre de trois dans des ouvrages simples, les risques étaient minimes.
Dans les années 1940, on sait que pour obtenir un béton, il faut minimiser le pourcentage de vides. M. Duriez précise ainsi qu’il convient d’aboutir à une ossature dont la surface spécifique soit minimale tout en donnant un béton qui, mis en place avec le dosage en ciment prescrit et le minimum d’eau nécessaire au mouillage de tous les grains, ciment compris, forme un ensemble homogène sans vide.
Dans les années 1980, on découvre le moyen de réduire ces vides avec l’ajout de microparticules et d’adjuvants de types plastifiants, ainsi naissent les bétons hautes performances.

## Composition
Pour améliorer les performances d’un béton, il convient d’en réduire la porosité en agissant sur le squelette granulaire (granulométrie) par l'addition de particules ultrafines type "fumée de silice", l'ajout d'un adjuvant superplastifiant/haut réducteur d'eau et par la réduction du rapport eau/ciment.

### Les bétons hautes performances (BHP)
L’emploi des "superplastifiants/haut réducteur d'eau" permet de réduire l'eau du béton à consistance égale entraînant la suppression d’un volume important non mobilisé par l’eau nécessaire à l’hydratation du ciment. Le rapport eau/ciment est ainsi de 0,30 à 0,40 alors qu’il est habituellement de 0,45 à 0,60 pour un béton ordinaire.
La composition d’un béton hautes performances est en général la suivante : 750 à 950 kg/m3 de gravillons, 700 kg/m3 de sable, 350 à 500 kg/m3 de ciment de classe 52.5 N ou R et d'une addition type "fumée de silice". L’ajout d’un "superplastifiant/haut réducteur d'eau" à hauteur de 1 à 2 % du poids de ciment permet de réduire le volume d'eau nécessaire à une valeur de 140 à 160 litres/m3.

### Les bétons à très hautes performances (BTHP)
L’utilisation de particules ultrafines de moins d’un micromètre de largeur contribue à réduire encore plus la porosité, mais est essentiellement utilisée pour les bétons à très hautes performances (BTHP).
Les particules ultrafines utilisées sont la plupart du temps des fumées de silice, contenant plus de 90 % d’oxyde de silicium, sous-produit de l’industrie du ferrosilicium.
Ces fumées de silice ont une double action. Outre le fait de réduire les vides, elles jouent aussi un rôle de catalyseur avec la chaux vive, lié à leur caractère pouzzolanique.

### Les bétons fibrés à ultra hautes performances (BFUHP)
Ce type de béton combine les avantages des bétons très hautes performances et les bétons renforcés de fibres. En comparaison aux bétons normaux, ils contiennent plus de ciment, un ratio eau/ciment plus bas, des granulats à large distribution granulométrique et des fibres.

## Propriétés

### Manœuvrabilité
Du fait de la présence de superplastifiants, le béton hautes performances est très facilement manœuvrable. Les valeurs d’affaissement sont mesurées au cône où à la table à chocs pour une classe S4 ou F5 (fluide) dans la plupart des cas. La fluidité d’un tel béton permet une facilité de mise en œuvre avec en particulier un bon remplissage des coffrages et un enrobage complet des armatures, y compris dans les zones où le ferraillage est très dense. Cette facilité de mise en œuvre permet en outre de réduire les délais d’exécution et autorise des bétonnages complexes dans des conditions d’accès difficiles, comme les pompages sur une grande hauteur (cas des piles du viaduc de Millau) 

### Durabilité
La porosité et la perméabilité de ces bétons améliorent par ailleurs la durabilité. Il en est de même pour la résistance aux agressions chimiques comme celles que peuvent subir les bétons en milieu marin ou en milieu agressif (ciment de classe PM-ES) et la résistance au gel. La résistance aux agents agressifs (ions chlore, sulfates, eau de mer, acides …), le faible risque de corrosion des armatures, la forte résistance au cycle gel-dégel et à l’écaillage ainsi que la faible perméabilité sont autant de propriétés qui qualifient ce béton comme étant durable,.
Toutefois du fait de sa composition spécifique utilisant en particulier des matériaux comme les fumées de silice, il est difficile de prévoir sa durée de vie. Le programme européen Lifecon a permis de la comparaison de différentes structures construites dans des environnements bien spécifiques et de leurs données théoriques associées, d’élaborer différents modèles de dégradation. Des directives sur l'évaluation de la durée de vie, la classification EN 206 ont également été rédigées ainsi que des recommandations au secteur pour les applications du BHP.

## Caractéristiques

### Résistance à la compression
Les bétons sont classés selon leur résistance à la compression à 28 jours. Les bétons hautes performances ont une résistance élevée.
| Classe                            | Résistance à la compression à 28 jours (en MPa)                        |
| --------------------------------- | ---------------------------------------------------------------------- |
| Béton ordinaire                   | 16 à 40                                                                |
| Béton à hautes performances       | 45 à 60                                                                |
| Béton à très hautes performances  | 65 à 100                                                               |
| Béton à ultra hautes performances | > 150 (EIFFAGE avec le BSI peut atteindre 195 MPA) et BOUYGUES 250 Mpa |

### Fluage et fluidité
Le fluage est très inférieur à celui d’un béton usuel. Le coefficient de fluage, égal au rapport de la déformation différée sur la déformation instantanée est compris entre 1 et 1,5 pour les BHP alors qu’il est de 2 pour les bétons ordinaires.

### Contrôle
le béton hautes performances est soumis aux mêmes types d’essais que les bétons ordinaires dans le cadre de leur conformité à la norme NF EN 206-1, par exemple sa consistance, mesurée au cône d’Abrams, ou sa résistance à la compression.
Divers essais complémentaires permettent de mesurer les propriétés du béton hautes performances aussi bien au stade de mise au point de la formulation, que lors des convenances, ou des contrôles sur chantier : étalement à la table à secousse, rhéomètre, méthode des coulis de l’AFREM, méthode du mortier de béton équivalent (MBE).

## Applications
Les grandes résistances à court terme de 24 h à trois jours selon CCTP permettent un décoffrage rapide ainsi que des mises en précontraintes rapides. Ainsi les BHP sont utilisés pour des ouvrages : précontraints, préfabriqués, coulés en place..
Ces propriétés élevées au jeune âge conduisent à préconiser l’utilisation de ce BHP pour les ouvrages soumis à de fortes sollicitations mécanique (bâtiments de grande hauteur, ponts, réservoirs, centrales nucléaires, etc.). La résistance en milieu agressif conduit à les préconiser pour les travaux en milieu marin ou agressif. Enfin lorsque le béton doit être pompé sur une grande hauteur, le BHP est recommandé du fait de sa grande manœuvrabilité.

La tour EDF, à La Défense, présente une hauteur de 165 mètres. L’utilisation d’un BHP de type B80 pour les piliers de façade a permis de limiter le diamètre des poteaux les plus chargés à 1.30 m.
Les poteaux des tours Cœur Défense ont un diamètre de 1.10 m et ont été réalisés avec un BHP B80.

| Année     | Ouvrage                                         | Élément en BHP                             | Lieu                         |
| 1979-1991 | Centrale nucléaire de Cattenom                  | Poutres des tours des aéroréfrigérants     | Cattenom, France             |
| 1986-1988 | Pont de l'île de Ré                             | Voussoirs                                  | Île de Ré, France            |
| 1988-1995 | Pont de Normandie                               | Voussoirs                                  | Le Havre, France             |
| 1997      | Passerelle de l'Université de Sherbrooke        | Poutre et dalle                            | Sherbrooke, Canada           |
| 1998-2004 | Pont Rion-Antirion                              | Plancher béton                             | Rion, Grèce                  |
| 2001      | Tour EDF                                        | Piliers de façade                          | La Défense, France           |
| 2001      | Cœur Défense                                    | Poteaux des tours                          | La Défense, France           |
| 2001-2004 | Viaduc de Millau                                | Piles & Couverture de la barrière de péage | Millau, France               |
| 2002      | Passerelle de Seonyu                            | Arc                                        | Séoul, Corée du Sud          |
| 2005      | Place de l'hôtel de ville Marseille             | Pots                                       | Marseille, France            |
| 2007      | Théâtre municipal de Chartres                   | Façade ajourée                             | Chartres, France             |
| 2009      | Gare de Bordeaux St-Jean                        | Façades, Garde-corps, panneaux ajourés     | Bordeaux, France             |
| 2008-2012 | Pont de l'île Rousski                           | Pylônes                                    | Vladivostok, Russie          |
| 2010      | Aéroport international de Tokyo                 | Dalles de la Piste D                       | Tokyo, Japon                 |
| 2010-2013 | MuCEM                                           | Piliers de structure                       | Marseille, France            |
| 2011      | École des Arts                                  | Panneaux matricés                          | Carcassonne, France          |
| 2011      | Aéroport Rabat-Salé                             | Façade                                     | Rabat, Maroc                 |
| 2010-2013 | Stade Jean-Bouin                                | Couverture extérieure                      | Paris, France                |
| 2012      | Rectorat                                        | Panneaux extérieurs                        | Dijon, France                |
| 2012      | Rotman School of Management                     | Couverture extérieure                      | Toronto, Canada              |
| 2012      | Crèche Pierre Budin                             | Façade ondulante                           | Paris, France                |
| 2013      | Siège Hermes                                    | Dalles de couverture                       | Pantin, France               |
| 2013      | Multiplexe cinématographique Cap'Cinéma         | Auvent                                     | Rodez, France                |
| 2014      | Mémorial International de Notre-Dame de Lorette | Anneau Elliptique                          | Ablain-Saint-Nazaire, France |
| 2011-2014 | Fondation Louis Vuitton                         | Panneaux de couverture                     | Paris, France                |
| 2015      | Passerelle                                      | Passerelle                                 | Le Cannet-des Maures, France |

- La tour EDF, à La Défense, présente une hauteur de 165 mètres. L’utilisation d’un BHP de type B80 pour les piliers de façade a permis de limiter le diamètre des poteaux les plus chargés à 1,30 m[13].
- Les poteaux des tours Cœur Défense ont un diamètre de 1,10 m et ont été réalisés avec un BHP B80[13].

## Fabricants
| Date d'invention | Nom commercial   | Développeur                       | Contrainte de compression à 28 jours |
| 1990             | Ducorit          | ITW WindGroup                     | 90 MPa                               |
| 1993             | Alag             | Kerneos                           | 70 MPa                               |
| 1998             | Ductal           | Lafarge, Rhodia, Bouygues         | 150 MPa                              |
| 1998             | BSI              | Eiffage, Sika                     | 150 MPa                              |
| 2000             | CEMTECmultiscale | IFSTTAR (ex-LCPC), EPFL           | 60MPa                                |
| 2000             | BCV              | Vicat, Vinci                      | 130MPa                               |
| 2004             | Effix Design     | Ciments Calcia                    | 130MPa                               |
| 2005             | M2C              | Jungwirth, EPFL - ENAC - IS-BETON | 180MPa                               |
| 2005             | CARDIFRC         | Karihaloo, Université de Cardiff  | 185MPa,                              |